# Epic Soundtracks
Epic Soundtracks (* 23. März 1959 in Croydon, Surrey; † 5. November 1997 in London), geboren als Kevin Paul Godfrey, war ein britischer Musiker und Künstler.

## Leben
Der Komponist und Multiinstrumentalist wuchs mit seinem Bruder Nikki Sudden in Solihull, Midlands auf. 1972 waren die Geschwister Gründungsmitglieder der Post-Punk-Band Swell Maps. Epic spielte Schlagzeug und zahlreiche andere Instrumente. Zum ersten Album der Gruppe (1979) steuerte er auch das Coverartwork bei.
Nach einer Zwischenstation bei Red Krayola bildete er, wieder mit seinem Bruder, den Kern der Band The Jacobites, mit denen er mehrere Platten aufnahm. Schon seit 1985 war er Schlagzeuger bei Crime and the City Solution, mit denen er bis 1989 spielte.
1987 gründete er mit Rowland S. Howard These Immortal Souls und startete schließlich 1993 eine Solokarriere mit diversen Soloalben für Normal Records, die durch seinen plötzlichen Tod beendet wurde. Auf Tournee spielte er mit dem Gitarristen Kevin Junior und diversen Musikern aus Chicago.
Epic Soundtracks starb im Schlaf am 5. November 1997 in seiner Wohnung in West Hampstead, London an ungeklärter Todesursache. Seine Beerdigungsfeier fand am 1. Dezember 1997 in der Leamington Spa Baptist Church statt.
Nach Epics Tod veröffentlichte sein Bruder Nikki Sudden in Zusammenarbeit mit Russ Tolman zwei weitere Alben, an denen Epic gearbeitet hatte.
Epic Soundtracks arbeitete bei verschiedenen Projekten mit diversen Musikern zusammen, so z. B. mit Mitgliedern von Sonic Youth, J Mascis, Martyn Casey, Anthony Thistlethwaite, Will Pepper, Rowland S. Howard, Susanne Lewis, Bob Drake oder Henry Olsen (Primal Scream).
Seine Musik befindet sich auch auf diversen Compilation Alben und Filmsoundtracks, unter anderem in Wim Wenders’ Film Der Himmel über Berlin, in dem ein Auftritt von Crime and the City Solution gezeigt wird.

## Diskographie (Auswahl)

### Mit Swell Maps
- A Trip To Marineville (1979)
- Jane From Occupied Europe (1980)
- Whatever Happens Next... (1981)

### Mit Red Krayola
- Kangaroo? (1981)

### Mit The Jacobites
- Jacobites (1984)
- Robespierre's Velvet Basement (1985)

### Mit Crime and the City Solution
- Just South of Heaven (1985)
- The Kentucky Click/Adventure (EP, 1986)
- Room of Lights (1986)

### Mit Nikki Sudden
- Texas (1986)

### Mit These Immortal Souls
- Get Lost, (Don't Lie!) (1987)
- I'm Never Gonna Die Again (1992)

### Solo-Alben und EPs
- Popular Classical (1981)
- Jelly Babies (1981)
- Rise Above (1992)
- Sleeping Star (1994)
- Debris (1995)
- Change My Life (1996)
- Everything is Temporary (1999)
- Good Things (2005)
- Wild Smile (2012)
- Film Soundtracks (2017)